# David Epston

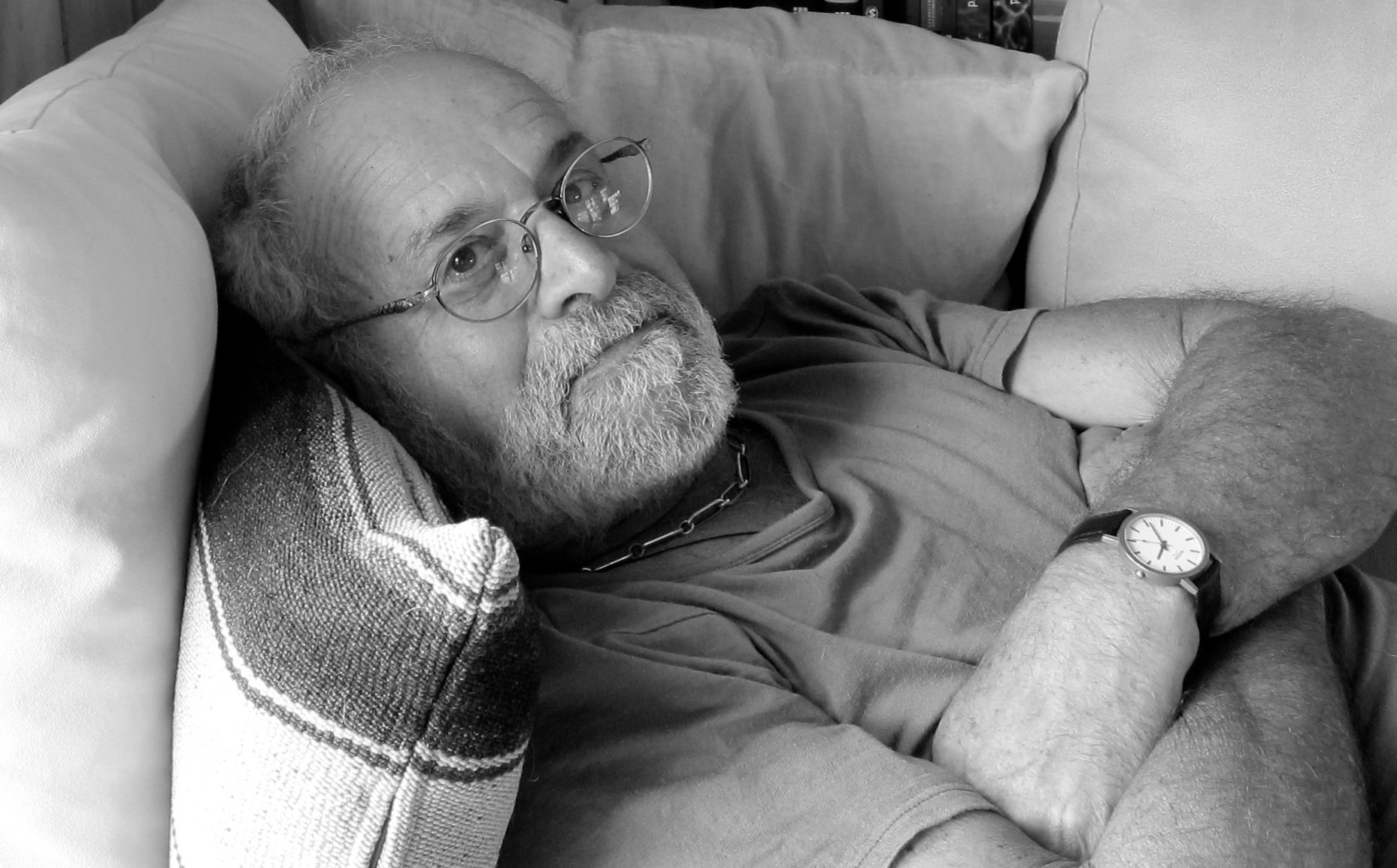
David Epston

David Epston  ist ein neuseeländischer Psychotherapeut und Co-Direktor des Family Therapy Centre in Auckland. Gemeinsam mit dem Australier Michael White hat er drei Bücher publiziert, eines davon auch auf Deutsch. Gemeinsam mit Michael White gilt er als Wegbereiter des narrativen Ansatzes in der systemischen Therapie. David Epston unterrichtet am Unitec Institute of Technology in Auckland, an der John F. Kennedy University in San Francisco und am Albert Einstein College of Medicine in New York City. Er gilt als besonders kreativer und effizienter Therapeut.

## Deutschsprachige Publikationen
- Die Zähmung der Monster. Gemeinsam mit Michael White. Carl Auer Verlag, Heidelberg 1992, 2006 (5. Auflage). ISBN 978-3-89670-528-0
- Ernsten Problemen spielerisch begegnen: narrative Therapie mit Kindern und ihren Familien. Gemeinsam mit Jennifer Freeman und Dean Lobovits. Dortmund 2000. ISBN 3-8080-0450-9